# Semecarpus angustatus
Semecarpus angustatus är en sumakväxtart som beskrevs av K.M. Kochummen. Semecarpus angustatus ingår i släktet Semecarpus och familjen sumakväxter. Inga underarter finns listade i Catalogue of Life.